# Stefan Kwietniewski
Stefan Kwietniewski (ur. 29 sierpnia 1874 w Warszawie, zm. 24 stycznia 1940) – polski matematyk i działacz społeczny.

## Życiorys
Studiował na politechnice w Zurychu oraz na uniwersytetach w Monachium i Getyndze. Na tym ostatnim należał do uczniów Dawida Hilberta. Doktoryzował się w 1902 w Zurychu na podstawie rozprawy dotyczącej przypisania krzywej płaskiej (niealgebraicznej) - punktów urojonych na niej leżących - Ueber Fliichen des vierdimensionalen Raumes, deren siimtliche Tangentialebenen untereinander gleichwinklig sind und ihre Beziehung zu den ebenen Kurven (wersja polska w 1906 w „Wiadomościach Matematycznych”). Po powrocie do kraju był wykładowcą Wydziału Matematyczno-Przyrodniczego Towarzystwa Kursów Naukowych (1907-1909). W tym okresie poświęcił się upowszechnianiu matematyki, m.in. przygotował nowe, uzupełnione wydanie "Algebry początkowej" J. Todhuntera (1906), przełożonej przez swego ojca Władysława Kwietniewskiego. Współzałożyciel w marcu 1905, a następnie aktywny członek Koła Matematyczno-Fizycznego w Warszawie. 
Od 1910 był współpracownikiem "Poradnika dla samouków", gdzie zamieścił m.in. w 1911 artykuł Rozwój matematyki od początku w. XVII. Już w 1915 w pierwszym tomie tzw. wydania nowego "Poradnika" ogłosił 7 artykułów m.in. o geometrii syntetycznej, wykreślnej i różniczkowej oraz Historię matematyki w Polsce. Wraz z Władysławem Wojtowiczem opracował polskie wydanie "Zagadnień'" dotyczących geometrii elementarnej" Federigo Enriquesa (t. 1 Warszawa 1914, t. 2 Warszawa 1917).
W latach 1915–1939 był wykładowcą geometrii rzutowej i wykreślnej w odnowionym Uniwersytecie Warszawskim. Wykazywał przy tym szeroką wiedzę i doskonałą orientację w geometrii syntetycznej, a także w historii matematyki i metodyce nauczania. Na podstawie ich treści Stanisław Saks i Bolesław Iwaszkiewicz wydali skrypt Wykłady z geometrii rzutowej (Warszawa 1923). Założył i prowadził gabinet modeli geometrycznych przy seminarium matematycznym UW. Jego uczniami byli Bolesław Iwaszkiewicz i Witold Sosnowski.
Był odludkiem i w życiu środowiska matematycznego stolicy właściwie nie uczestniczył. Pod koniec życia przeniósł się z miasta na wieś, najpierw do Klembowa, a potem do Mostówki nad Bugiem. Był zamiłowanym turystą i taternikiem. Pochowany na cmentarzu na Bródnie w Warszawie.

## Prace Stefana Kwietniewskiego
- Ueber Flachen des vierdimensionalen Raumes, deren s ¨ amtliche Tangentialebenen ¨ untereinander gleichwinklig sind, und ihre Beziehung zu den ebenen Kurven. Inaugural – Dissertation zur Erlangung der philosophischen Doktorwurde vorgelegt der ¨ Hohen philosophischen Fakultat (Mathematisch – naturwissenschaftliche Sektion) ¨ der Universitat Z ¨ urich ¨ , Verlag von E. Speidel, Zurich 1902, 1–51. ( Red.)
- O powierzchni równych nachyleń w przestrzeni czterowymiarowej, w zastosowaniu do teoryi krzywych płaskich,  "Wiadomości Matematyczne" t. 10, 1906 s. 29–167.
- Rozwój matematyki od początku XVII wieku, w: Dzieje myśli. Historia rozwoju nauk, vol. I, Warszawa 1911.
- Przyczynek do metody Bezouta rozwiązywania równań liniowych, "Wektor" z. 1 (1912), 32–33.
- Historia matematyki w Polsce, w: Poradnik dla samouków, vol. I, Warszawa 1914, 513–537.
- Wykłady geometrji rzutowej opracowane według wykładów D-ra St. Kwietniewskiego na Uniwersytecie Warszawskim przez D-ra St. Sachsa i B. Iwaszkiewicza. Komisja Wydawnicza Koła Matematyczno-Fizycznego S. U. W. Warszawa 1924. stron 432. (Red.)

## Rodzina
Syn matematyka i przyrodnika Władysława (1837--1902) i Marii z Grabowskich (1844-1924). Jego bratem był zoolog Kazimierz (1873-1942), Przez matkę był spokrewniony z Tadeuszem Boyem-Żeleńskim. Rodziny nie założył.